# Schefflera glabrata
Schefflera glabrata là một loài thực vật có hoa trong Họ Cuồng cuồng. Loài này được (Kunth) Frodin miêu tả khoa học đầu tiên năm 1989.